# 23197 Danielcook
23197 Danielcook è un asteroide della fascia principale. Scoperto nel 2000, presenta un'orbita caratterizzata da un semiasse maggiore pari a 2,4530733 UA e da un'eccentricità di 0,1835320, inclinata di 2,29016° rispetto all'eclittica.